# Cantonul Vouvray
Cantonul Vouvray este un canton din arondismentul Tours, departamentul Indre-et-Loire, regiunea Centru, Franța.

## Comune
- Chançay
- Chanceaux-sur-Choisille
- Monnaie
- Neuillé-le-Lierre
- Noizay
- Notre-Dame-d'Oé
- Parçay-Meslay
- Reugny
- Rochecorbon
- Vernou-sur-Brenne
- Vouvray (reședință)